# Under det rosa täcket
Under det rosa täcket är en svensk feministisk bok av Nina Björk från 1996. Boken har undertiteln "Om kvinnlighetens vara och feministiska strategier" och har haft ett betydande inflytande på det sena 1990-talets feministiska rörelse i Sverige. Boken har blivit en klassiker – nyutgåvan 2013 ingår i Bonniers klassikerserie.
I baksidestexten skriver författaren bland annat: "Min bok är ett inlägg i den samtida feministiska debatten. Den har en önskan om en feminism som inte gör kvinnan till en utopi om ett bättre samhälle, som inte gör henne till en naturlig identitet – utan som istället kämpar för en frigörelse från fasta könsidentiteter." Boken är bland annat influerad av Judith Butlers syn på kön som en social konstruktion och queerteori.

## Utgivning
- 1996, Wahlström & Widstrand, ISBN 91-46-17011-1
- 2012, Bonnier pocket, ISBN 9789174293166
- 2013, Albert Bonniers klassiker, ISBN 9789174293647